# Busy Philipps

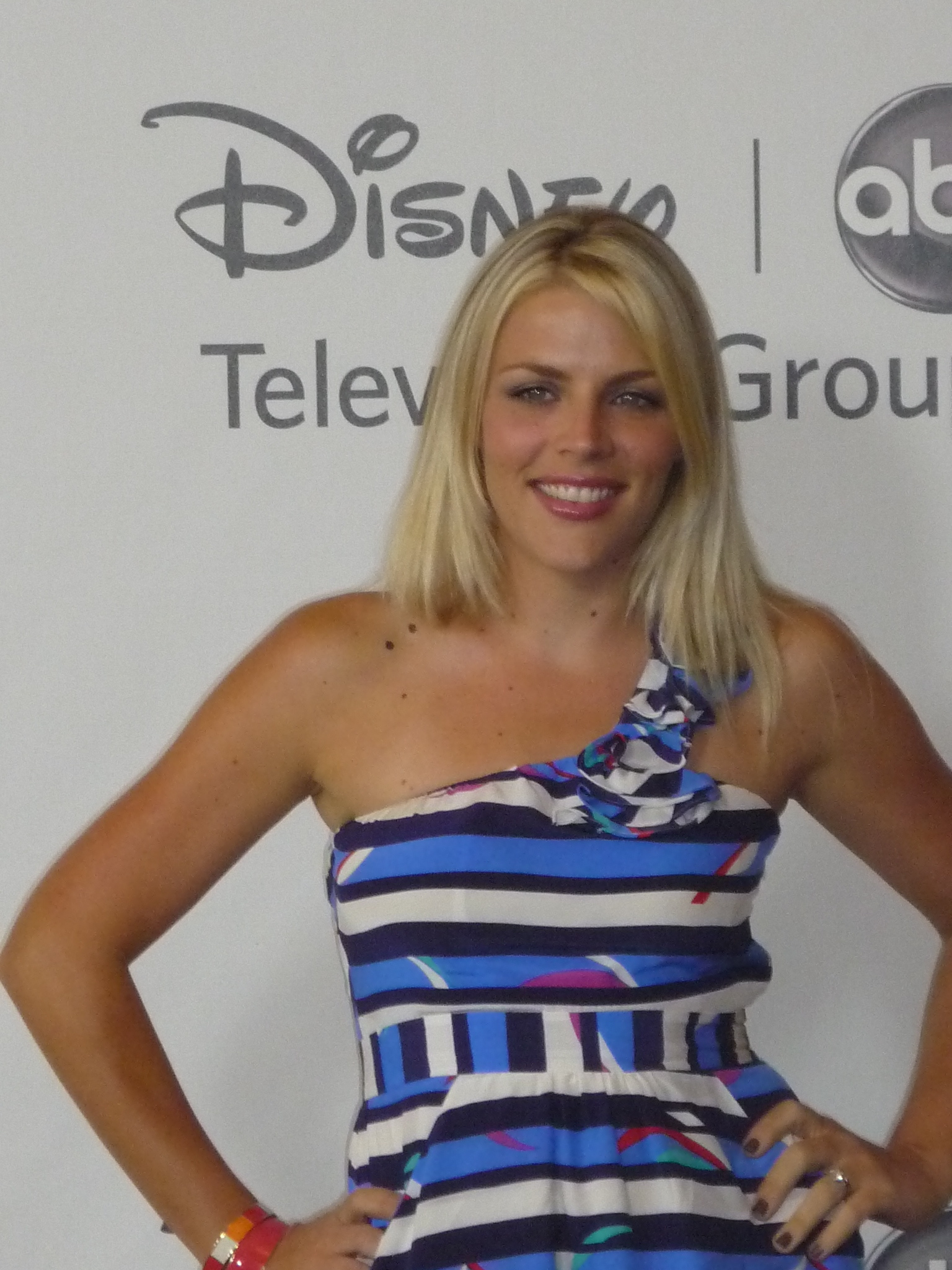
Busy Philipps (2010)

Elizabeth Jean „Busy“ Philipps (* 25. Juni 1979 in Oak Park, Illinois) ist eine US-amerikanische Schauspielerin und Drehbuchautorin.

## Leben und Karriere
Ihren Spitznamen Busy (zu deutsch wörtlich: „beschäftigt“, sinngemäß: „übereifrig“) erhielt Philipps von ihren Eltern, da sie als kleines Kind immer in Bewegung war. Der Name blieb ihr bis heute erhalten und steht auch in ihrem Führerschein. Philipps besuchte die Chaparral High School in Scottsdale, Arizona, wo sie auch aufwuchs. Sie nahm Schauspielunterricht am Actors Lab in Arizona und an der Oxford School of Drama in England. Später zog sie nach Los Angeles und studierte Dramatische Kunst an der Loyola Marymount University.
Bekannt wurde Philipps unter anderem durch Rollen in den Fernsehserien Voll daneben, voll im Leben und Dawson’s Creek sowie durch ihre Hauptrolle in dem Film Home Room (2002). Für ihre Rolle in der Serie Dawson’s Creek war sie 2002 für den Teen Choice Award nominiert.
Philipps ist mit dem Drehbuchautor Marc Silverstein verheiratet. Das Paar hat zwei Töchter (* 2008 und * 2013). Außerdem ist sie die Patin der Tochter von Heath Ledger und Michelle Williams, mit der sie gemeinsam in Dawson’s Creek spielte.

## Filmografie (Auswahl)
- 1999–2000: Voll daneben, voll im Leben (Freaks and Geeks, Fernsehserie, 18 Folgen)
- 2000: The Smokers
- 2000: Malcolm mittendrin (Malcolm in the Middle, Fernsehserie, Folge 2x09)
- 2001: Anatomy of a Hate Crime
- 2001: Spring Break Lawyer
- 2001–2003: Dawson’s Creek (Fernsehserie, 46 Folgen)
- 2002: American Campus – Reif für die Uni? (Undeclared, Fernsehserie, 2 Folgen)
- 2002: Home Room
- 2004: White Chicks
- 2005, 2018: American Dad (Fernsehserie, 2 Folgen, Stimme)
- 2005–2006: Love, Inc. (Fernsehserie, 22 Folgen)
- 2006–2007: Emergency Room – Die Notaufnahme (ER, Fernsehserie, 14 Folgen)
- 2007: How I Met Your Mother (Fernsehserie, Folge 3x03)
- 2007: Entourage (Fernsehserie, Folge 3x14)
- 2008: Verliebt in die Braut (Made of Honor)
- 2008–2009: Terminator: The Sarah Connor Chronicles (Fernsehserie, 5 Folgen)
- 2009: Er steht einfach nicht auf Dich (He’s Just Not That Into You)
- 2009–2015: Cougar Town (Fernsehserie, 102 Folgen)
- 2011: Der ganz normale Wahnsinn – Working Mum (I Don’t Know How She Does It)
- 2011: Community (Fernsehserie, Folge 2x24)
- 2011: Happy Endings (Fernsehserie, Folge 2x07)
- 2012: Apartment 23 (Fernsehserie, Folge 2x01)
- 2012: Happy Fish 2 – High-Alarm im Hochwasser (The Reef 2: High Tide, Stimme)
- 2012: RuPaul’s All Stars Drag Race (Fernsehsendung, Folge 1x02)
- 2013: Made in Cleveland
- 2013: iLove – geloggt, geliked, geliebt (A Case of You)
- 2013: Arrested Development (Fernsehserie, Folge 4x02)
- 2014: Jason Nash Is Married
- 2014: Garfunkel and Oates (Fernsehserie, 2 Folgen)
- 2014, 2016, 2018: Drunk History (Fernsehserie,  3 Folgen)
- 2015: The Gift
- 2016: FML
- 2016: Angie Tribeca (Fernsehserie, Folge 2x02)
- 2016: I Like You Just the Way I Am (Fernsehserie, 3 Folgen)
- 2016–2017: Vice Principals (Fernsehserie, 14 Folgen)
- 2017: Odd Couple (The Odd Couple, Fernsehserie, Folge 3x10)
- 2017: Grizzly Bear – Losing All Sense
- 2018: I Feel Pretty
- 2018–2019: Unbreakable Kimmy Schmidt (Fernsehserie, 2 Folgen)
- 2019: Astronomy Club (Fernsehserie, Folge 1x06)
- 2021: Search Party (Fernsehserie, Folge 4x04)
- 2021–2024: Girls5eva (Fernsehserie)
- 2023: Single Drunk Female (Fernsehserie, 3 Folgen)
- 2023: With Love (Fernsehserie, Folge 2x03)
- 2024: Mean Girls – Der Girls Club (Mean Girls)